# Черкёх
Черкёх (якут. Чөркөөх)— село в Таттинском улусе Якутии. Административный центр и единственный населённый пункт Октябрьского наслега

## География
Расположен на левом берегу реки Татта (левого притока Алдана), в 33 км к юго-западу от улусного центра Ытык-Кюёль. Высота над уровнем моря 249 м.

## Население
| 2002  | 2010  | 2011  | 2012  | 2013  | 2014  | 2015  |
| ----- | ----- | ----- | ----- | ----- | ----- | ----- |
| 1264  | ↘1257 | ↘1256 | ↘1222 | ↘1187 | ↘1165 | ↘1147 |
| 2016  | 2017  | 2018  | 2019  | 2020  | 2021  |       |
| ↗1154 | ↗1157 | ↘1152 | ↘1123 | ↗1125 | ↘1122 |       |

## Известные люди
- Сокольников, Прокопий Нестерович (1865—1917) — первый якутский врач; известный общественный деятель, просветитель.
- Фёдоров, Михаил Михайлович  (1920—2007) — советский и российский учёный.
- Платон Алексеевич Ойунский (1893-1939) - советский политический деятель, учёный и писатель якутской литературы.
- Жегусов, Иван Пудович (1898―1941) ― якутский государственный деятель, первый директор Якутского государственного педагогического института (1934-1937). Учился в Черкёхской школе
- Кокшарский, Григорий Михайлович,  советский врач-фтизиохирург,  работал заведующим больницы села Черкёх.

## Социальная сфера
Имеются Дом культуры, средняя школа, музей политической ссылки под открытым небом, Дом-музей основоположника якутской советской литературы Платона Ойунского.